# Mistrzostwa Świata w Łucznictwie 1985
33. Mistrzostwa Świata w Łucznictwie odbyły się między 1 a 5 października 1985 w Seulu w Korei Południowa. Organizatorem była Międzynarodowa Federacja Łucznicza. 

## Medaliści

### Strzelanie z łuku klasycznego
| Konkurencja            | Złoto                                                               | Srebro                                                             | Brąz                                                        |
| Indywidualnie kobiet   | Irina Sołdatowa                                                     | Ludmiła Arżannikowa                                                | Kim Jin-ho                                                  |
| Indywidualnie mężczyzn | Richard McKinney                                                    | Koo Ja-chung                                                       | Takayoshi Matsushita                                        |
| Drużynowo kobiet       | ZSRR · Ludmiła Arżannikowa · Zebiniso Rustamowa · Handa Gombożapowa | Korea Południowa · Sed Hyang-sooh · Park Jung-ah · Kim Jin-ho      | RFN · Doris Haas · Manuela Dachner · Margot Benz            |
| Drużynowo mężczyzn     | Korea Południowa · Ho Jin-soo · Koo Ja-chung · Jeon In-su           | Stany Zjednoczone · Glenn Meyers · Darrell Pace · Richard McKinney | Szwecja · Göran Bjerendal · Mats Norlander · Gert Bjerendal |

## Klasyfikacja medalowa
| Lp. | Państwo           | Złoto | Srebro | Brąz | Razem |
| 1.  | ZSRR              | 2     | 1      | 0    | 3     |
| 2.  | Korea Południowa  | 1     | 2      | 1    | 4     |
| 3.  | Stany Zjednoczone | 1     | 1      | 0    | 2     |
| 4.  | Japonia           | 0     | 0      | 1    | 1     |
| 4.  | RFN               | 0     | 0      | 1    | 1     |
| 4.  | Szwecja           | 0     | 0      | 1    | 1     |